# Aramil
Aramil (en russe : Арамиль) est une ville de l'oblast de Sverdlovsk, en Russie. Sa population s'élevait à 14 742 habitants en 2014.

## Géographie
Aramil est arrosée par la rivière Isset, dans le bassin de l'Ob, et se trouve à 25 km au sud-est de Iekaterinbourg.

## Histoire
Aramil fut fondée en 1675 en tant que sloboda près de la source de la rivière Aramil. Aramil accéda au statut commune urbaine en 1938, puis au statut de ville en 1966. Elle dépend du raïon Sysertski.

## Population
Recensements (*) ou estimations de la population
| 1959*  | 1970*  | 1979*  | 1989*  | 2002*  |
| ------ | ------ | ------ | ------ | ------ |
| 11 472 | 12 993 | 13 382 | 13 584 | 15 076 |

| 2010*  | 2012   | 2013   | 2014   | - |
| ------ | ------ | ------ | ------ | - |
| 14 221 | 14 321 | 14 544 | 14 742 | - |